# Spoorlijn Toul - Rosières-aux-Salines
De Spoorlijn Toul - Rosières-aux-Salines is een Franse spoorlijn van Toul naar Rosières-aux-Salines. De lijn is 42,9 km lang en heeft als lijnnummer 039 000.

## Geschiedenis
Het gedeelte van Toul naar Chaligny werd door de Chemins de fer de l'Est geopend op 24 augustus 1886. Het gedeelte van Chaligny naar Rosières-aux-Salines werd geopend op 15 mei 1933, waarbij gebruik werd gemaakt van de militaire lijn tussen Bayon en Neuves-Maisons die in 1918 werd aangelegd en bijna volledig werd opgebroken in 1928.
Het gedeelte tussen Toul en Neuves-Maisons is buiten gebruik en op bepaalde gedeeltes opgebroken. Het gedeelte tussen Neuves-Maisons en Rosières-aux-Salines is in gebruik voor goederenvervoer.

## Aansluitingen

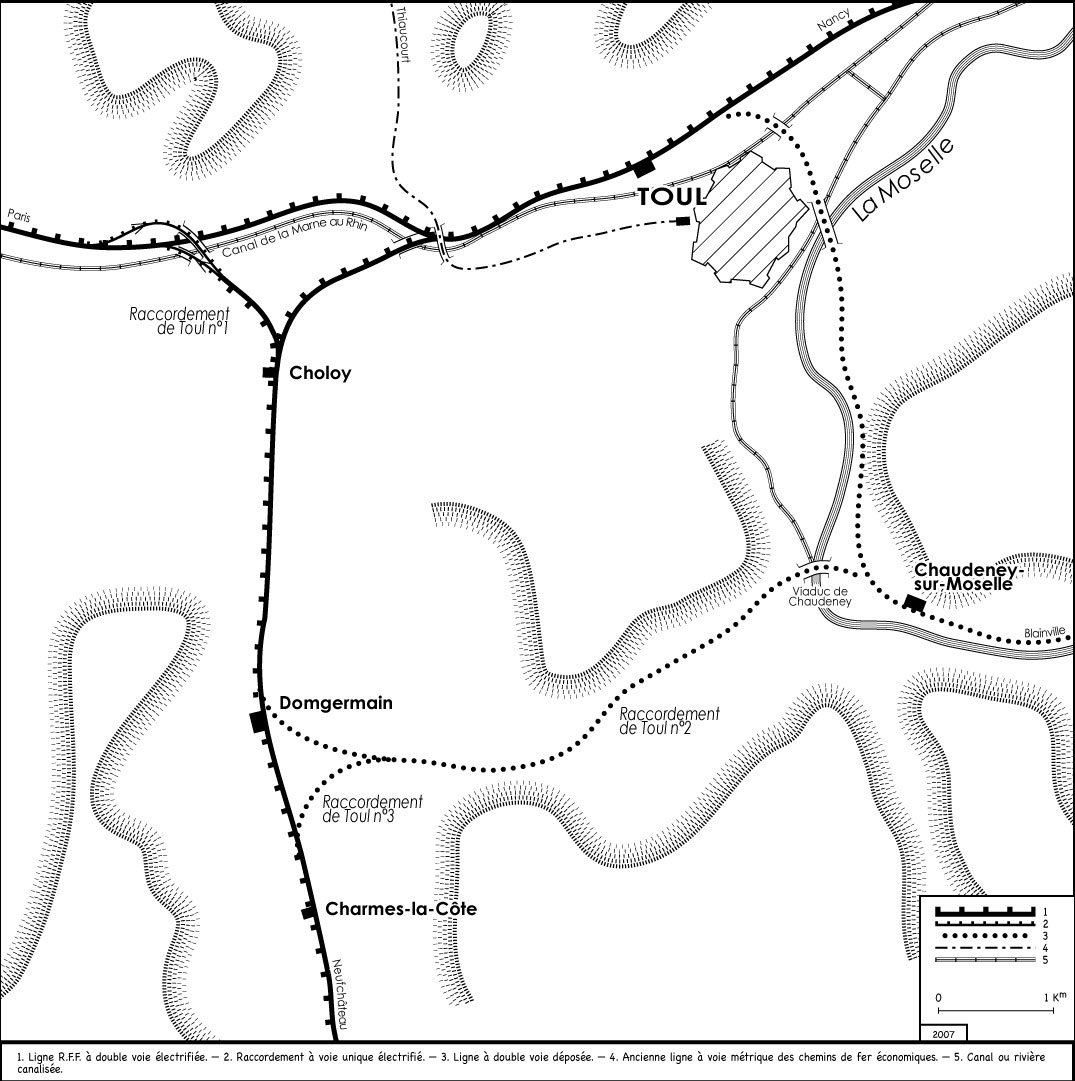
spoorlijnen rond Toul

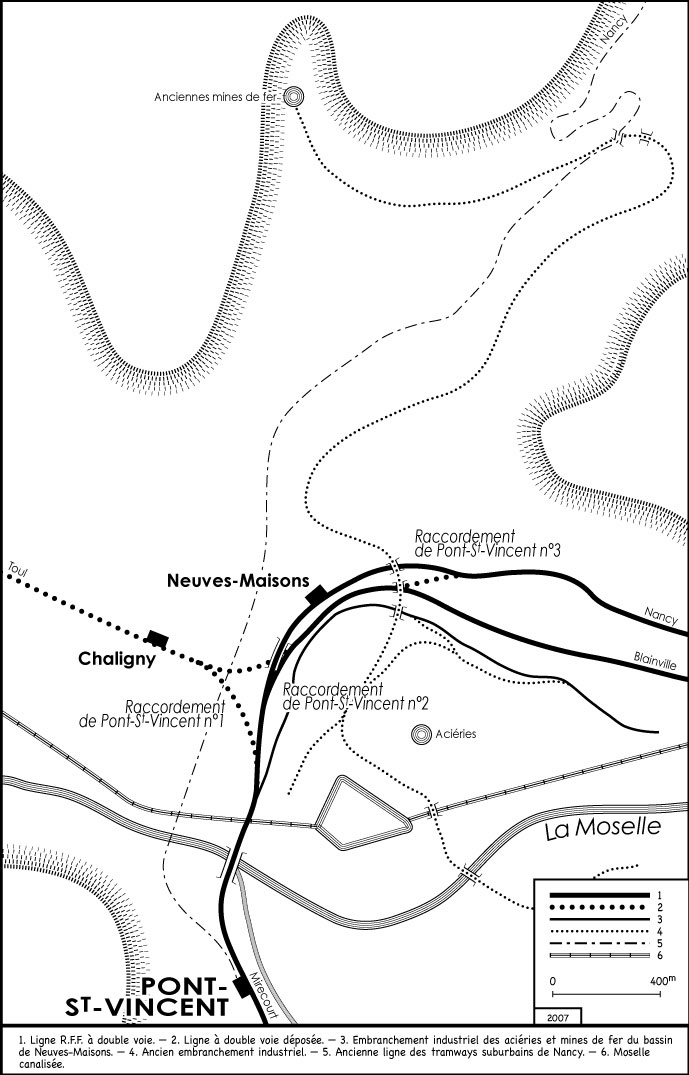
spoorlijnen rond Neuves-Maisons

In de volgende plaatsen is of was er een aansluiting op de volgende spoorlijnen:
Toul
RFN 032 000, spoorlijn tussen Culmont-Chalindrey en Toul
RFN 070 000, spoorlijn tussen Noisy-le-Sec en Strasbourg-Ville
Chaudeney-sur-Moselle
RFN 036 300, raccordement van Toul 2
Neuves-Maisons
RFN 039 306, raccordement van Neuves-Maisons 1
RFN 040 000, spoorlijn tussen Jarville-la-Malgrange en Mirecourt
RFN 040 306, raccordement van Neuves-Maisons 2
lijn tussen Bayon en Neuves-Maisons
Rosières-aux-Salines
RFN 070 000, spoorlijn tussen Noisy-le-Sec en Strasbourg-Ville